# Jetty van Lennep
Jkvr. Henriette (Jetty) van Lennep (Soerabaja, 14 september 1894 - 's-Gravenhage, 30 juni 1972) was een Nederlands musicologe en componiste.

## Familie
Van Lennep was een lid van de familie Van Lennep en een dochter van koloniaal ondernemer Robbert van Lennep (1863-1921) en Adrienne Minette Lucassen (1867-1940). Ze had nog drie zussen en een broer. Op 31 mei 1927 werd zij met een zus verheven in de Nederlandse adel waardoor zij het predicaat jonkvrouw mocht gaan dragen.

## Leven en werk
Na de middelbare meisjesschool leerde zij haarzelf Grieks en Latijn en studeerde ze twee jaar Romaanse talen aan de Universiteit van Amsterdam. Ze nam compositielessen bij Bernard Zweers waarna zij Drie liederen met orkest componeerde die door Johanna Zegers-de Beyl met het Concertgebouworkest in 1922 werden uitgevoerd. Ze schreef daarna nog vele composities, onder andere liederen op gedichten van J.H. Leopold en P.C. Boutens (die zij beiden kende) en harpliederen voor Rosa Spier.
Van Lennep was bevriend met danseres Lili Green. In 1931 verzorgden zij samen voordrachten voor diverse Nederlandse Volksuniversiteiten, naar aanleiding van de verschijning van een boek van Green over bewegingskunst. Tijdens deze voordrachten werd de lezing door Van Lennep door Green met demonstraties aanschouwelijk toegelicht.
Van Lennep verzorgde voor De Groene ook besprekingen van concerten en muziekuitgaven. In de oorlogsjaren 1943-1944 publiceerde zij vele artikelen in het nationaalsocialistische tijdschrift De Schouw.
In 1948 was zij medeoprichter van de Union internationale des Amis du Belcanto en in 1953 was zij initiatiefnemer van de Prinsenhof-concerten die zij tot 1971 organiseerde.
Vanaf de jaren 1950 begon zij zich te verdiepen in volksmuziek. Daarover verzorgde zij tussen 1953 en 1956 radio-uitzendingen en deed zij in 1956 De muziek der volkeren verschijnen.

### Composities
- Aubade ; Minnelied ; Ariël zingt. [Liederen voor zangstem en harp]. [Tekst van] J.H. Leopold. [Z.p., z.d.].
- Die Braut. Für Frauenstimme und Klavier. [Wörter von] Rainer Maria Rilke. [Z.p., z.d.].
- Brocéliande. Tryptique celtique. [Voor piano]. [Z.p., z.d.].
- Deutsche Weihnacht. Für Singstimme mit Begleitung von Klavier und Geige. Worte [von] H. Cadder-Schüring. [Z.p., z.d.].
- Fantaisie ouverture. Pour grand orchestre. [Z.p., z.d.].
- Laat de luiken geloken zijn. Voor vrouwenstem en piano. [Tekst van] J.H. Leopold. [Z.p., z.d.].
- Lament. For contralto or barytone and harp. Words (after the porophet Isaiah). [Z.p., z.d.].
- Shakespeare songs. [Voor sopraan en harp]. [Z.p., z.d.].
- Three songs by Shakespeare. For female voice and harp. [Z.p., z.d.].
- [Vijf preludes]. [Voor harp]. [Z.p., z.d.].
- Holland, gij hebt zwellende wolkenstoeten... Voor vrouwenkoor met begeleiding van clarinet, hoorn en fagot. [Tekst van Henriëtte Roland Holst]. Amsterdam, [1916].
- Landwaarts streek d'avond neer ... Voor eene zangstem met pianobegeleiding . [Tekst van Henriëtte Roland Holst]. Amsterdam, [1916].
- Nu kwam de winter ... Voor eene zangstem met pianobegeleiding. [Tekst van Henriëtte Roland Holst. Opgedragen aan Dora Zweers-de Louw]. Amsterdam, [1916].
- Wel drukken ons uw dompige atmosferen... Voor vrouwenkoor met begeleiding van clarinet, hoorn en fagot. [Tekst van Henriëtte Roland Holst]. Amsterdam, [1916].
- De ziel spreekt. Voor eene zangstem met pianobegeleiding. [Tekst van P.C. Boutens. Opgedragen aan Dora Zweers-de Louw]. Amsterdam, [1916].
- Dit denken aan u.... Woorden van J.H. Leopold; getoonzet voor tenor en klavier [door] Henriette van Lennep. 's-Gravenhage, [1918].

### Teksten
- 'Nieuwe werken in opdracht van den Nederlandschen Omroep', in: De schouw. Orgaan van de Nederlandsche Kultuurkamer, gewijd aan het kultureele leven in Nederland 2 (1943) 11 (november), p. 611-612.
- '[Over: De Nachtwacht: opera in drie bedrijven; ingeleid door den librettist Tom Bouws en door den componist Henk Badings. Amsterdam, 1944]', in: De schouw. Orgaan van de Nederlandsche Kultuurkamer, gewijd aan het kultureele leven in Nederland 3 (1944) 7 (juli), p. 391.
- De muziek der volkeren. Gouda, 1956.
- 'De Twentse midwinterhoorn en verwante instrumenten', in: Nehalennia. Driemaandelijks tijdschrift gewijd aan de studie der westerse oudheid en de nawerking daarvan tot op heden 1 (1956) 4 (december).
- 'De midwinterhoorn: een oud Nederlands instrument', in: Antiquity and survival. An international review of traditional art and culture 2 (1959) 5-6, p. 292-296.
- 'Grepen uit de geschiedenis van de jachtmuziek', inleiding in: De jacht. Tentoonstelling gehouden ter gelegenheid van de Assemblée générale du Conseil international de la chasse in Nederland, Museum Prinsenhof Delft, 18 april-24 mei 1964. Delft, 1964.